# Vorderer Kienberg
Der Vordere Kienberg (auch Pfrontner Berg) ist ein 1384 m ü. NHN hoher Berg in den Allgäuer Alpen. Er liegt östlich des Kienbergs und westlich der Hauptsiedlungen der Gemeinde Pfronten.

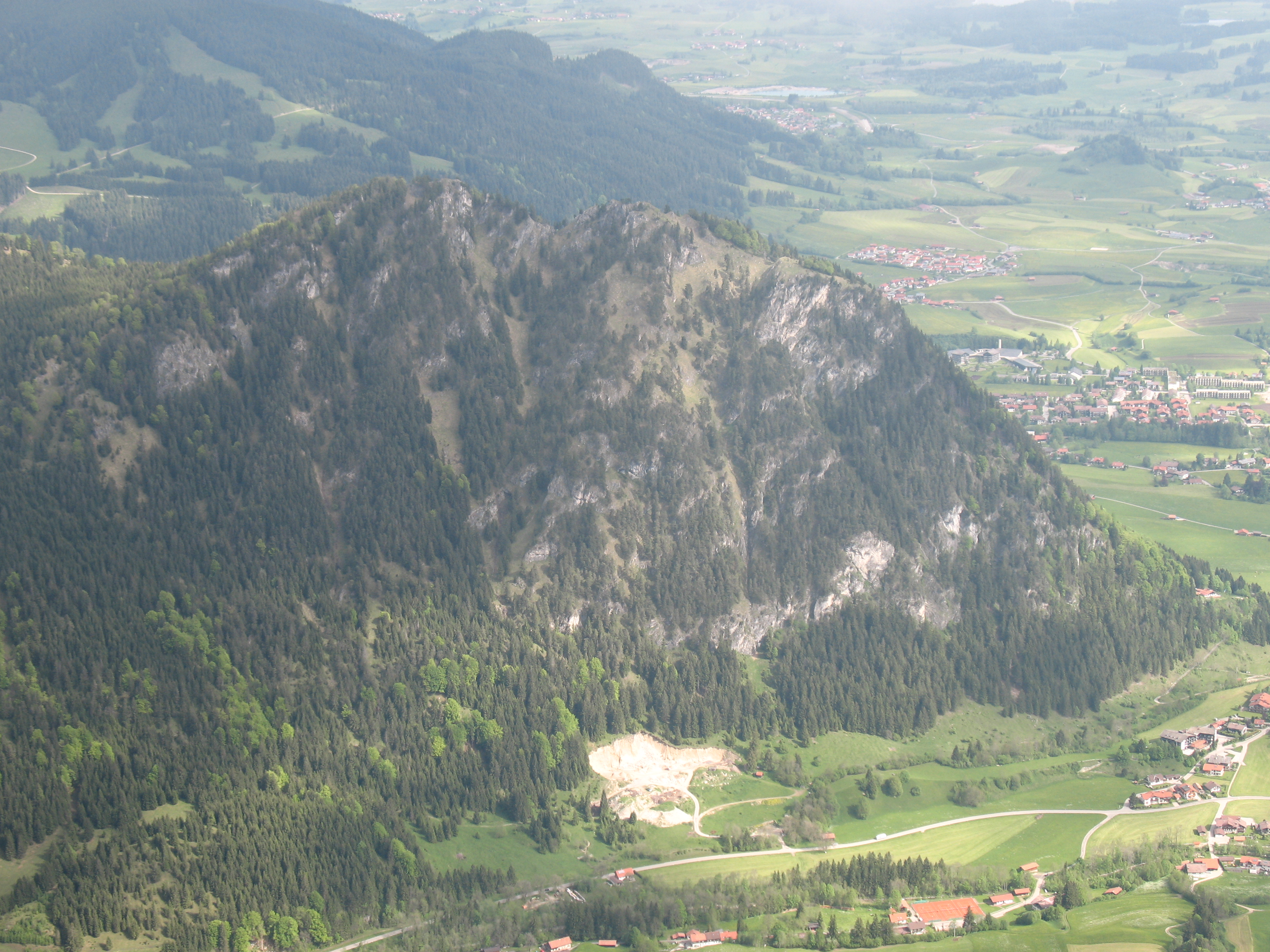
Blick vom Breitenberg (1838 m) auf die drei "Pfrontner Berge" (1294 m, 1352 m, 1384 m)
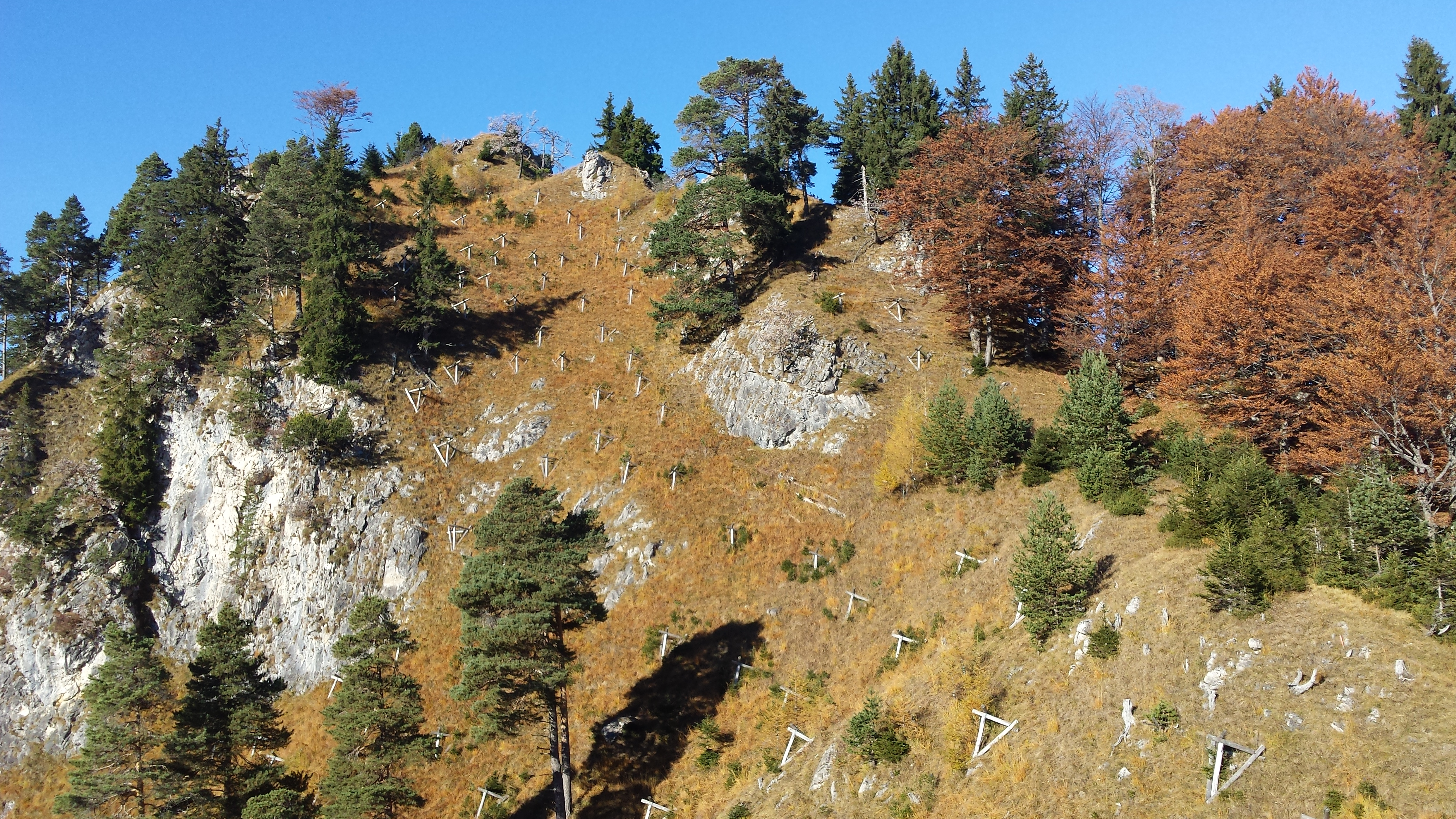
Lawinenverbauungen südseitig unterhalb des Sattels zwischen den Gipfelpunkten 1. und 2. Pfrontner Berg